# Big Sand Cay
Big Sand Cay ist die südlichste Insel der Turks-Inseln und gehört zum Britischen Überseegebiet der Turks- und Caicosinseln. Sie liegt etwa 11 km südlich der Südspitze von Salt Cay.
Das längliche Big Sand Cay ist flach und kaum bewachsen. Die Insel ist unbewohnt.